# Cacia spilota
Cacia spilota är en skalbaggsart som beskrevs av Charles Joseph Gahan 1907. Cacia spilota ingår i släktet Cacia och familjen långhorningar. Inga underarter finns listade.